# صداق مؤجل للوفاة
الصداق المؤجل للوفاة، في القانون، عبارة عن هدية إلى الزوجة تؤول إليها بعد وفاة الزوج. وحسب تعريف السير إدوارد كوك، هو «معاش مخصص، يتميز بالتملك الحر للزوجة، يضم الأراضي أو الدور، يسري على الفور وينتقل إلى ملكية أو صالح الزوجة بعد وفاة الزوج على مدار حياة الزوجة على الأقل، إذا لم تكن هي نفسها سببًا في تقريره أو مصادرته»
وهناك نوعان للصداق المؤجل للوفاة، النوع القانوني ونوع الحصص. وقد تم التصريح بالصداق المؤجل للوفاة للمرة الأولى من خلال تشريع الاستخدامات. وقبل هذا التشريع، لم يكن الزوج يمتلك حق الحيازة القانونية على هذه الأراضي كما كان منوطًا به فيما يتعلق بالأراضي الأخرى «لاستخدامه»، ولكن كانت عبارة عن مجرد عقارات ذات حصص. وبالتالي، كان من المعتاد تقديم الهبات عند الزواج، وأكثر هذه الأشكال عمومية كانت هبة عقارات بالعقد لاستخدام الزوج والزوجة طوال الحياة بشكل مشترك (أو «صداق مؤجل للوفاة») بحيث تذهب الممتلكات جميعها إلى الطرف الذي يبقى على قيد الحياة. ورغم أن المعنى الدقيق للكلمة يشير إلى الامتلاك المشترك من قبل كلا الزوجين، أي الزوج والزوجة، للعقارات، إلا أن الشائع هو أن الكلمة تغطي امتلاك الزوجة فقط للعقارات بعد وفاة الزوج.
وتتمثل المقتضيات الخاصة بالصداق القانوني المؤجل للوفاة فيما يلي:
1. يجب أن ينتقل الصداق المؤجل للوفاة بعد وفاة الزوج على الفور،
2. يجب أن يكون على مدار عمر الزوجة أو لعقارات أكبر، أو يمكن أن يتم تحديده من قبل الزوجة نفسها،
3. يجب أن يتم تقديمها قبل الزواج، وإن تم تقديمها بعد الزواج، يمكن أن يتم إبطالها باختيار الزوجة، عند وفاة الزوج،
4. يجب أن يتم توضيح أنها تكون بغرض الوفاء بالمهر وليست جزءًا منه.

وفيما يتعلق بالحصة، فإن أي هدايا تقدم إلى الزوجة قبل الزواج وتقبلها (شريطة ألا تكون في سن الطفولة) بدلاً من المهر تكون محظورة. أما إذا تم تقديم الهدية بعد الزواج، فإنها لا يتم حظر المهر بسبب هذه الهبة، رغم أنه ينص صراحة على أنها تكون بدلاً للمهر، تختار الزوجة بين المهر والصداق المؤجل للوفاة.
بعد الزواج، يمكن أن تحظر المرأة حقها في المهر من خلال غرامة يتم دفعها. وهذا يعني، عمليًا، أنه يمكن أن يتم عمل الصداق المؤجل للوفاة بعد هبة الزواج، شريطة أن تكون الزوجة موافقة على ذلك. وغالبًا ما كانت الزوجات (أو من ينوب عنهن من أقاربهن) بدفع مبلغ من المال (يعرف باسم الجزء) إلى الزوج أو تسليمه جزء من ممتلكاتها في مقابل حصولها على صداق مؤجل للوفاة (غالبًا أكثر من ثلث ممتلكاته) في شكل هبة لها مدى الحياة. ويمكن أن يكون ذلك (عمليًا) في شكل حصة في الممتلكات كلها أو الحق في جزء معين منها أو في شكل ريع سنوي منها.